# Каракалла
Це́зарь Марк Авре́лий Севе́р Антони́н Пий А́вгуст  (лат. Caesar Marcus Aurelius Severus Antoninus Pius Augustus; при рождении — Лу́ций Септи́мий Бассиа́н, лат. Lucius Septimius Bassianus; в историографии — Карака́лла, лат. Caracalla; 4 апреля 188, Лугдун — 8 апреля 217, Карры) — римский император из династии Северов. Сын Септимия Севера, брат Геты. Правил с 211 по 217 год н. э.

## Биография
Сын императора Луция Септимия Севера от второго брака с Юлией Домной, родился в галльском городе Лугдун 4 апреля 188 года. Первоначальное имя его — Бассиан — в 196 году, когда отец провозгласил его цезарем, было изменено на Марк Аврелий Антонин. Прозвище же Каракалла, или Каракалл (лат. Caracallus), произошло от названия галльской туники с капюшоном, которую Антонин носил во время военных походов, породив на неё моду среди римлян.
В январе 198 года, в честь победы над парфянами, он был провозглашён военным трибуном и августом. В 202 был назначен консулом, а в следующем году женился по воле отца на Фульвии Плавцилле, богатой дочери Фульвия Плавтиана. Он, однако, ненавидел и жену, и тестя и, вероятно, был причиной убийства последнего в 205 году.
Будучи и до смерти тестя в высшей степени распутным и своевольным, Каракалла стал ещё хуже, когда освободился от него. Младший брат его Публий Септимий Гета, в 198 году провозглашённый цезарем, не уступал Каракалле в испорченности. С детства между обоими братьями господствовала непримиримая ненависть, раздуваемая царедворцами.
Когда пришло известие о восстании варваров в Британии, Север воспользовался поводом для удаления сыновей из развратной атмосферы Рима и взял их с собою на войну (208 год).
Каракалла сопровождал отца до северной Каледонии, в некоторых случаях сам начальствовал над войском, но все мысли его были устремлены лишь на подготовку захвата верховной власти. Он преследовал брата и клеветал на него, хотел возбудить в войске мятеж против отца, сам однажды поднял меч против него и, как говорили, ядом ускорил его смерть во время болезни (4 февраля 211 года).
Несмотря на его устремления, войска, помня желание Севера, провозгласили императорами обоих братьев. На правах командующего Каракалла тотчас заключил мир с каледонцами, вывел армию из их страны, очистил заложенные Севером каструмы, прибыл к брату и матери и, притворно помирившись с Гетой, отправился в Рим с прахом отца.
Уже по дороге разногласия возникли снова, оба брата подозревали друг друга, в Риме каждый завёл свою стражу. Они думали разделить империю, но этому воспротивилась мать; планы Каракаллы избавиться от брата не удавались. Наконец 26 декабря 211 года он попросил Юлию Домну пригласить их обоих к себе в покои для примирения, и там, на глазах у шокированной Юлии Домны, центурионы Каракаллы прикончили Гету. Он умер у матери на руках. Убийство брата Каракалла оправдал тем, что тот, якобы, организовал заговор против него, и таким образом Каракалла лишь спасал свою жизнь.

## Единоличное правление
После убийства он, как бы в поиске защиты, бежал в лагерь к солдатам, дал им для разграбления собранные отцом сокровища и был провозглашён единоличным императором. Верные Септимию Гете солдаты и придворные, числом до 20 000, были умерщвлены. В числе убитых был Папиниан, знаменитый юрист, друг Септимия Севера. Каракалла попросил его выступить в сенате с оправданием убийства, надеясь, что прославленный юрист найдет убедительные доводы. Но Папиниан ответил, что «оправдать убийство не легче, чем его совершить». В 212 году Каракалла дал всем жителям Римской империи права римского гражданства, с целями, впрочем, исключительно финансовыми. Старые налоги он возвысил, вымогал деньги у кого только мог, особенно у сенаторов, которые обязаны были всюду следовать за ним.
В Галлии Каракалла вёл бесславную войну с алеманнами и ценнами, но тем не менее принял победные титулы Германский и Алеманский. В Дакии он воевал с сарматами и гетами, но скоро предоставил провинцию её участи и пошёл во Фракию. С этого времени он начал комически подражать Александру Великому, предпринимая походы в отдалённые страны, но лишь для того, чтобы грабить жителей. Из Фракии он перешёл в Азию, в Пергаме прибегал за исцелением к Эскулапу, в Илионе чтил Ахилла, зимовал в Никомедии (214—215), изменнически захватил в плен Абгара, царя осроенов, и завладел его царством.
Царя Армении с сыновьями он пригласил к себе, намереваясь с ним поступить точно так же, но наткнулся на вооружённое сопротивление; отряд его, посланный в Армению, был разбит. Через Антиохию Каракалла отправился в Александрию, где, рассердясь на жителей за намёки на братоубийство и связь с матерью (её обозвали Иокастой), устроил кровавую резню, наложил на жителей штрафы и велел разрушить общежития (греч. σισσίτια) философов.
Вернувшись в Антиохию, он потребовал от Артабана, царя Парфии, дочь в замужество; когда тот не согласился, Каракалла опустошил его страну, взял город Арбелу, где разрыл могилы парфянских царей и рассеял их прах. Артабан согласился на мир и дружественно встретил императора; но во время пира Каракалла велел напасть на варваров и убивать их, а царю лишь с немногими приближенными удалось бежать.

## Смерть
Опустошив и разграбив западные области Парфянской державы, Каракалла отправил послов в сенат, дабы они объявили сенаторам о его победах, после чего сенаторы дали ему титул «Парфянский Величайший». Однако вероломство Каракаллы и его оскорбительные действия по отношению к могилам царей не могли не вызвать у парфян справедливого ожесточения. Они собрали крупную армию и выступили в поход. 
Осознавая всю серьёзность положения, императорский префект претория, Макрин, желая предотвратить продолжение войны, составил заговор против Каракаллы и велел его убить по дороге из Эдессы в Карры (ныне Харран), что и было сделано 8 апреля 217 года. Каракалла, которому только что исполнилось 29 лет, направлялся посетить храм бога Луны Сина. Когда император остановился, чтобы помочиться, к нему подошел солдат Юстин Марциал (возмущённый отказом предоставить ему должность центуриона) и заколол его, после чего был поражён копьём скифского телохранителя Каракаллы. Однако двое преторианских трибунов бросились к императору, как будто желая помочь ему, и завершили убийство. Три дня спустя Макрин объявил себя императором при поддержке римской армии. 
От царствования Каракаллы сохранились громадные развалины терм (Thermae Antoninianae), с небывалым великолепием построенных Каракаллой к востоку от Авентинского холма. Ревностный распространитель культа Изиды, Каракалла гораздо менее притеснял христиан, чем его отец.
Каракалла не имел потомства. Его биографию написал Спартиан, много сведений о нём у современных ему Диона Кассия и Геродиана.

## Каракалла в литературе и кинематографе
- А. П. Ладинский. «В дни Каракаллы» (1961)
- Н. С. Гумилёв. Цикл «Император Каракалла» из сборника стихов «Романтические цветы» (1908)
- Г. Эберс. «Тернистый путь (Каракалла)» (1892, «Per aspera»).
- В. Пелевин. «Непобедимое Солнце» (2020)
- В фильме Ридли Скотта «Гладиатор 2» (2024)